# クイズ!当たって25%
『クイズ!当たって25%』（クイズ あたってにじゅうごパーセント）は、1991年6月28日および同年10月17日から1992年3月26日までTBS系列局で生放送されていたTBS製作のクイズ番組である。全24回（1回＋23回）。
初回のパイロット版は、金曜 19:30 - 20:54 （日本標準時、以下同）に単発特別番組枠『金曜テレビの星!』内で『祝!賞金総額無制限 クイズ!当たって25%』（しゅく しょうきんそうがくむせいげん - ）のタイトルで放送。レギュラー版は毎週木曜 22:00 - 22:54 に放送。

## 概要
1991年10月5日から放送されているクイズ特番『オールスター感謝祭』（以下『感謝祭』）のモデルとなったクイズ番組。イギリスで放送された『Everybody's Equal』の番組フォーマットを使用した。タイトルは、出題される問題が「ボーナスクイズ」を除いてすべて4択であるために正解する確率が25%であることと、視聴率25%を超える人気番組になるようにとの願いを込めてのネーミングである。「（クイズ！）当たって25％」という意味の解りにくい表現のタイトルは、「（パネルクイズ）アタック25」（朝日放送）をもじったものと思われる。
パイロット版は緑山スタジオ・シティでの収録放送で、島田紳助と草野仁が司会を務めていた。今日の『感謝祭』で定着しているスタジオセットの大型モニター・解答席などの配置や4択クイズのシステム・基本ルールはこの特番で既に確立されていたが、参加した200名の出場者は後の『感謝祭』・レギュラー放送とは異なり、地方ごとにブロック分けされた一般人・該当地方の出身芸能人やTBSアナウンサーの混成であった。また、テーマ曲は同年春の『クイズまるごと大集合』でも使われた『感謝祭』のテーマ曲が使用された。その後、同年10月に『感謝祭』としての特番放送、及び木曜22時枠でのレギュラー化決定にあたって司会を紳助と、パイロット版で出場者の一人として出演していた島崎和歌子のコンビに変更された。番組も赤坂のTBSテレビ局舎（当時）・Gスタジオに場所を移して、生放送に変わった。レギュラー放送での解答者は一般からの参加者と芸能人（大概は最前列にチームキャプテンとして配置）による混成で、8つのチームを組んで参加。そのうちの1チームは固定枠で、さまぁ〜ず（当時はバカルディ）、石塚英彦（ホンジャマカ）、松村邦洋、月亭方正（当時はTEAM-0の山崎邦正）、デンジャラスなどの当時の若手芸人たちが「お笑いつぼみの会」チームとして参加していた。ジミー大西がキャプテンを務めていたが、一度だけジミーの師匠であるぼんちおさむが代役でキャプテンを務めたことがある。
生放送ならではのハプニングとして、最終問題での正解を間違えて発表したために一度結果をリセットし、最後の1分間で全員復活させて1問限りのピリオド（チャンピオンを決定するまでのブロックの呼称）を行ったことがある。チャンピオンが決定したのはエンドロールが流れている最中で、チャンピオンクイズは行われなかった。また、番組は『ビッグコミックスピリッツ』に連載中の漫画『気まぐれコンセプト』でギャグに使われたことがあり、その事を生放送中に紹介したことがある。
『感謝祭』第1回の放送直後に始まったレギュラー放送は、『木曜劇場』（フジテレビ）や『ニュースステーション』（テレビ朝日）、『木曜洋画劇場』（テレビ東京）といった裏番組に勝てず、第2回の『感謝祭』を待たず半年で終了した。司会の紳助と和歌子はレギュラー放送終了後も引き続き『感謝祭』で司会を務め、紳助が芸能界を引退するまで20年続くコンビとなった。また、4択クイズのシステムや基本ルールは継続され、システムの更新・ルールの変更を経て現在に至る。

## ルール・進行
クイズシステムには一部変更があるものの、ピリオドチャンピオン決定とボーナスクイズまでの流れは『オールスター感謝祭』とほぼ同じである。ただし、『オールスター感謝祭』では事実上認められている、解答選択肢の表示前から「ヤマ」を張るためにキーパッドのボタンを連打する行為について明確に禁止していた点が大きく異なる。実際に、放送中にその疑いのあった解答者に対して司会者が「調査のうえ判定します」と発言した回がある。
毎回25名を1組として8チーム200名が出場する。各チームは一般参加者24名にキャプテン役の芸能人1名が加わる。

### ピリオド
番組内では出場者全員参加の個人戦として幾つかの「ピリオド」(period)を設け、「ピリオドチャンピオン」を目指す。
予選クイズは、4択問題を早押しクイズとして出題。クイズの不正解者及び正答時間が最も遅い出場者は、早押しワースト10で「予選落ち」として次問以降の回答権が剥奪される。
最終問題の解答終了後に最終問題を告げる鐘が鳴り、その最終問題で最も早く正解した回答者が早押しベスト10でそのピリオドにおけるチャンピオンとなり、王冠と賞金25万円が授与される。
チャンピオン決定後、4択並べ替えのボーナスクイズが出題され、チャンピオンが正答するとチャンピオンに更に25万円が授与され、チャンピオン不正解の場合はそれ以外の199名のうちの正解者で25万円を山分けする。
1回の放送で3 - 4ピリオド行う。各ピリオドごとにテーマが設けられていた。第1ピリオド終了後に紳助が出場者紹介（後述）を一通り行い、「このようなメンバーでお送りします」と締めた後に提供クレジットとCMに入った。

### 現物支給クイズ
第2ピリオドと第3ピリオドの間に「現物支給クイズ」が出題された。当時TBSアナウンサーで、番組内では「いただきおじさま」の愛称が付けられていた鈴木史朗が生中継先で手に入れた名産品を賭け、各チームの芸能人キャプテン8人が1 - 2問で構成されたピリオドに解答（このピリオドでの正解はチーム成績に加算されない）。勝利したキャプテンのチームが賞品を獲得する。なお、初期には中継が無く、賞品がそのままスタジオに登場していた。

### 総合成績
チーム戦としての総合成績については、各チーム25名の正答数を合計、1問正解で1点とし、各チームは合計得点を争う。優勝チームにはチーム全体に賞金100万円が与えられた。同率優勝の場合には、それらのチームで賞金を山分けしていた。
『感謝祭』の第2回まではこのルールを踏襲し総合優勝を決定した。第3回（1992年秋）以降は総合成績も個人戦となっている。第3回以降のチーム戦は、番外編である『サヨナラ'97年末感謝祭 景気回復スペシャル!! クイズ!今年の常識王』（1997年12月31日）のほか、2013年9月28日と2015年10月3日に行なった4名1チーム編成のチーム戦がある。

## 使用された曲
ここでは『オールスター感謝祭』にも引き継がれた曲について説明する。
- 出演者紹介：「シロちゃんに乗って」、作曲：安西史孝
  - 『フォーチュン・クエスト1 世にも幸せな冒険者たち』（1991年1月） - イメージサウンドトラックCD。LD盤のオリジナルアニメでも一部使用されているが、オリジナルアニメのサウンドトラック盤には収録されていない。共に、ビクター音楽産業より発売された。
- ファンファーレ
  - 『アッセンブル・インサート』イメージサウンドトラックCDに収録されている楽曲を使用（ボーナスクイズ正答時およびチャンピオン発表時）。
- 早押しワースト10(予選落ち)
  - 『渦巻く妖気』『世界忍者戦ジライヤ』劇中曲 予選落ち発表の際、冒頭部分が使われてるが発表されるまではループ状態で流れる。

## 主なスタッフ
- 構成：福岡秀広 ほか
- 技術：エヌ・エス・ティー、サンライズアート
- 美術：アックス
- 音響：小堀博孝（メディアハウス）
- 制作協力：創映企画
- ディレクター：岩村隆史 ほか
- プロデューサー：加藤嘉一
- 製作著作：TBS